# Cyrtandra subulibractea
Cyrtandra subulibractea är en tvåhjärtbladig växtart som beskrevs av Margaret Clark Gillett. Cyrtandra subulibractea ingår i släktet Cyrtandra och familjen Gesneriaceae. Inga underarter finns listade i Catalogue of Life.